# Taxman
"Taxman" là một bài hát được sáng tác bởi George Harrison và được chọn làm bài hát mở đầu cho album năm 1966, Revolver, của The Beatles.

## Thành phần tham gia sản xuất
- George Harrison – hát chính, guitar nền.
- John Lennon – hát nền.
- Paul McCartney – hát nền, lead guitar, bass.
- Ringo Starr – trống, sắc-xô, chuông.
- George Martin – sản xuất.
- Geoff Emerick – kỹ thuật viên âm thanh.

Theo Ian MacDonald